# Tongwei Company
Die Tongwei Company (chinesisch: 通威股份有限公司; pinyin: Tōngwēi Gǔfèn Yǒuxiàn Gōngsī) ist ein börsennotiertes chinesisches Energie- und Landwirtschaftsunternehmen mit Hauptsitz in Chengdu in der Provinz Sichuan. Das Unternehmen ist in der Herstellung von Photovoltaik (PV) sowie in der Landwirtschaft und Tierzucht mit dem Verkauf von Viehfutter tätig. Es ist der weltweit größte Hersteller von hochreinem Polysilizium und Solarzellen. Bis 2022 hat das Unternehmen über 2000 Patente für die Solarindustrie angemeldet und beschäftigt 3500 Forscher.

## Geschichte
Im Jahr 1992 gründete Liu Hanyuan das Unternehmen, das ursprünglich als Tongwei Feed Co. bekannt war, ein Unternehmen für Fischfutter und später Fischzucht. Sein Erfolg in der Branche belohnte ihn mit politischen Ämtern, wo er Mitglied der Demokratischen Staatsaufbaugesellschaft Chinas und der Politischen Konsultativkonferenz des chinesischen Volkes wurde. Am 16. Februar 2004 wurde Tongwei eine Aktiengesellschaft und an der Shanghaier Börse notiert.
Durch seine politischen Kontakte wurde Liu auf die gezielte Förderung grüner Energien aufmerksam. Im Jahr 2006 stieg Tongwei in die PV-Industrie ein und erwarb 2007 eine Fabrik zur Herstellung von Polyvinylchlorid, einem Rohstoff für die Polysiliziumproduktion. In der Anfangsphase hatte das Unternehmen mit vielen Herausforderungen zu kämpfen, da es nur wenig Erfahrung in diesem Bereich hatte. Anstatt direkt mit den Marktführern zu konkurrieren, verfolgte Tongwei ein einzigartiges Konzept „Landwirtschaft plus PV-Energie“, bei dem zwei Geschäftsfelder kombiniert wurde. PV-Kraftwerke wurden über Aquakulturteichen installiert, um Strom zu erzeugen, während die Landwirte zu niedrigeren Kosten und mit höherer Effizienz produzieren konnten. Dieses Modell konnte erfolgreich auf Chinas ländliche Gebiete übertragen werden, was der Regierung helfen sollte, ihr Ziel der gezielten Armutsbekämpfung zu erreichen.
Im Jahr 2013 erwarb Tongwei LDK Solar Hi-Tech (Hefei) Co, eine Solarzellen- und Modulproduktionseinheit von LDK Solar Co. Die Übernahme bedeutete, dass Tongwei nun Solarzellen und -module mit eigenem Polysilizium herstellen konnte. In den folgenden Jahren stieg das Unternehmen zu einem der führenden Produzenten von Solarzellen auf. Im Jahr 2019 trat Liu als Vorsitzender von Tongwei zurück. Sein Nachfolger wurde seine Tochter Liu Shuqi.
Im August 2023 tauchte Tongwei erstmals in der Fortune Global 500-Liste auf und belegte dort Platz 476. Es war das erste reine PV-Unternehmen in dieser Liste.
Im Dezember 2023 gab Tongwei bekannt, dass es 3,9 Milliarden Dollar in eine riesige Fabrik in Ordos in der Inneren Mongolei investieren will. Der Expansionsplan kam zu einem Zeitpunkt, als die Branche Preiskämpfe und sinkende Rentabilität erlebte.